# Steinaecker (Adelsgeschlecht)

Wappen derer von Steinaecker

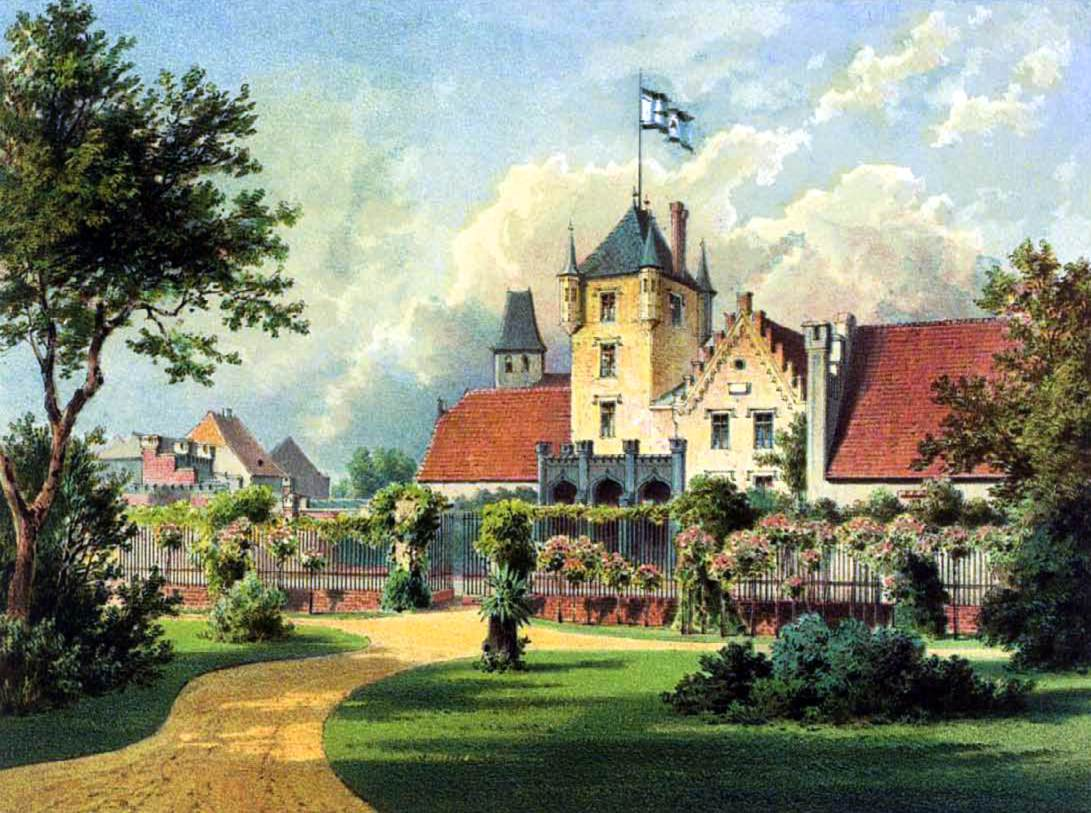
Schloss Brumby, Provinz Sachsen (um 1865)

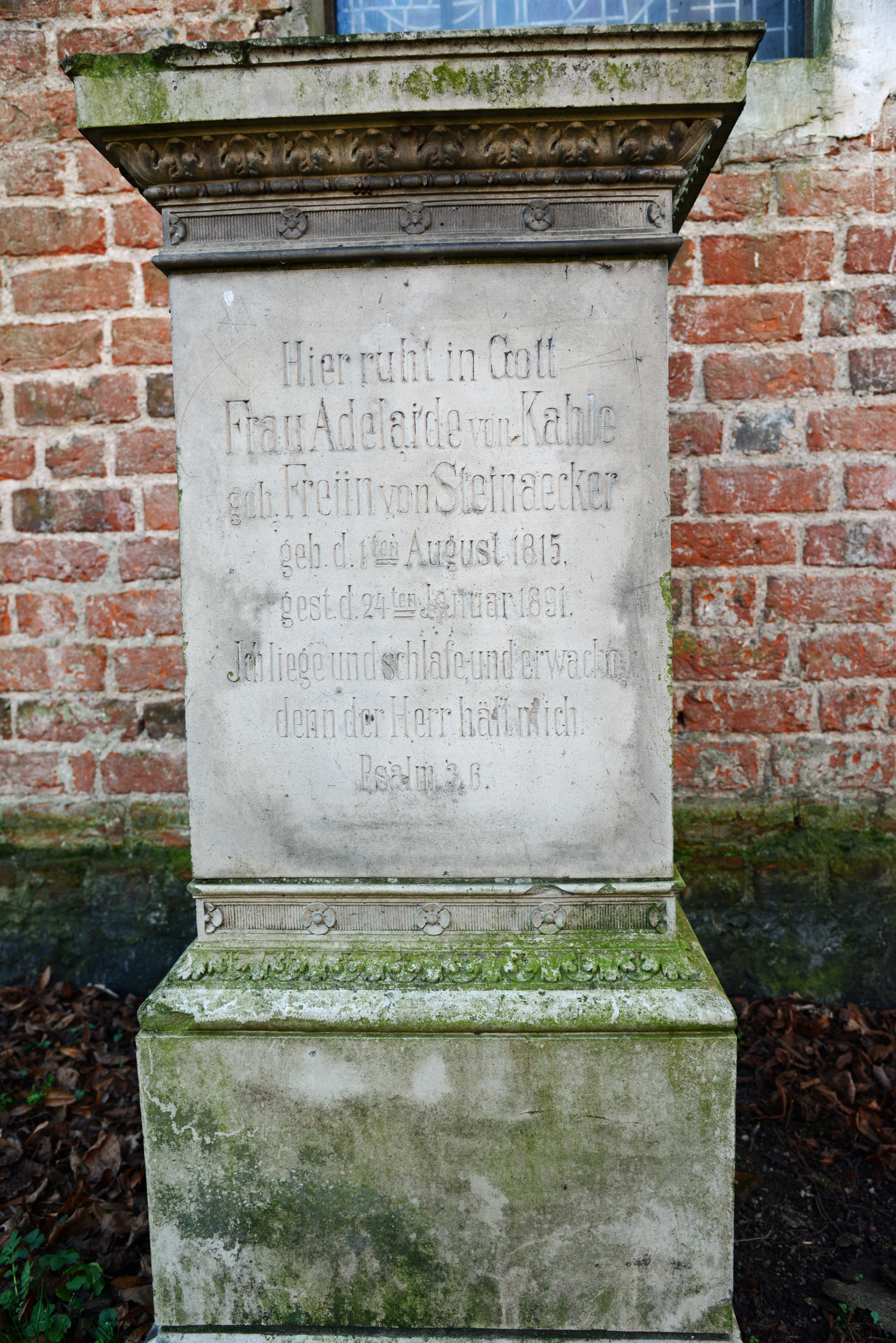
Grabstein von Adelaide von Kahle, geb. Freiin von Steinaecker-Rosenfelde in Bellin Kreis Königsberg Nm., Ostbrandenburg

Steinaecker ist der Name eines deutschen Adelsgeschlechts.

## Geschichte
Die Familie stammte ursprünglich aus Anhalt (Zerbst).
Die drei Brüder Otto Johann, Joachim und Christoph wurden 1637 in Wien von Kaiser Ferdinand III. wegen ihrer Verdienste im Dreißigjährigen Krieg und derer ihres Vaters Dietrich beim Kampf gegen die Türken in Ungarn in den Reichsadelsstand erhoben.
Alle heute lebenden Steinaeckers stammen von Otto Johann ab. Seit Anfang des 19. Jahrhunderts werden zwei Linien der Familie unterschieden, benannt nach den Gütern, auf denen sie ansässig waren: Steinaecker-Brumby (nach Brumby in der Provinz Sachsen) und Steinaecker-Rosenfelde (nach Rosenfelde in Hinterpommern). Die Linie Brumby ist seit 1963 im Mannesstamme erloschen.

## Wappen
In einem blauen Schild auf grünem Boden vorne ein schroffer roter Felsen, daneben eine aufrecht stehende Gämse mit schwarzem Halsband, die mit den Vorderläufen einen blanken Degen über sich hält. Auf dem Schild ein Turnierhelm mit gelben und blauen Helmdecken, darüber eine goldene Krone. In der Krone das Vorderteil der Gämse mit dem Degen.

## Bekannte Familienmitglieder
- Franz von Steinaecker (1750–1832), preußischer Landrat im Kreis Greifenhagen
- Friedrich von Steinaecker (1781–1851), preußischer General der Infanterie
- Karl von Steinaecker (1778–1854), preußischer Landrat im Kreis Greifenhagen
- Heinrich Bruno von Steinaecker (1788–1861), preußischer Generalmajor
- Karl von Steinaecker (1809–1893), Mitglied des Preußischen Herrenhauses
- Franz von Steinaecker (1817–1852), preußischer Landrat im Kreis Bernkastel
- Eduard von Steinaecker (1818–1896), preußischer General der Infanterie
- Fritz von Steinaecker (1849–1918), Rittergutsbesitzer und Mitglied des Deutschen Reichstags, General-Landschaftsdirektor von Pommern
- Heinrich von Steinaecker (1850–1926), preußischer Generalleutnant, Mitglied des Preußischen Abgeordnetenhauses, Verfasser verschiedener militärgeschichtlicher Werke
- Walter von Steinäcker (1883–1956), Jurist, NS-Funktionär
- Hans-Joachim von Steinaecker (1887–1945), deutscher Oberst, Beteiligter am Attentat vom 20. Juli 1944, in sowjetische Kriegsgefangenschaft geraten und am 26. Juli 1945 erschossen aufgefunden in Rüdersdorf bei Berlin
- Günter von Steinaecker (* 1938), deutscher Generalmajor a. D.
- Philipp von Steinaecker (* 1972), deutscher Cellist und Dirigent
- Thomas von Steinaecker (* 1977), deutscher Schriftsteller und Hörspielautor